# Opération Nimrod
L'opération Nimrod est une opération militaire ayant mené au siège de l'ambassade iranienne de South Kensington, à Londres, du 30 avril au 5 mai 1980, à la suite de son attaque par un groupe de six hommes armés. Ceux-ci prennent en otages vingt-six personnes, majoritairement des employés de l'ambassade, mais aussi quelques visiteurs et le policier qui gardait l'édifice. Ils sont membres d'un groupe arabo-iranien militant pour l'établissement d'une souveraineté nationale arabe dans la province du Khouzistan, au sud du pays. Ils demandent également la libération des prisonniers arabes de la région ainsi que leur propre sauf-conduit hors du Royaume-Uni. Le gouvernement britannique répond rapidement qu'il ne leur permettra pas de quitter le pays en toute impunité, et lance alors le siège. Dans les jours suivants, les négociateurs de la police réussissent à faire libérer cinq otages en échange de concessions mineures, comme la diffusion des revendications des preneurs d'otages à la télévision britannique.
Au soir du sixième jour du siège, le groupe armé, frustré du manque de progrès significatif dans les négociations, tue un otage et jette son corps hors de l'ambassade. Le gouvernement britannique décide alors d'envoyer le Special Air Service (SAS), une unité des forces spéciales de la British Army, afin de le déloger et libérer les otages. Les soldats, arrivés par le toit, forcent l'entrée en passant par les fenêtres. Le raid dure dix-sept minutes, au cours desquels un otage et cinq des six terroristes sont tués. Le SAS fera plus tard l'objet d'accusations de meurtre, la mort de deux des terroristes ayant été jugée inutile, mais l'enquête qui suivra les en blanchira. Le sixième terroriste sera jugé et condamné à vingt-sept années de réclusion dans une prison britannique.  
Les preneurs d'otages et leur cause sont largement oubliés après la guerre Iran-Irak, qui débute en septembre de la même année, et la résolution de la crise iranienne des otages débutée l'année précédente. L'opération a néanmoins largement contribué à la renommée du SAS, alors peu connu, et à renforcer la réputation du Premier ministre de l'époque, Margaret Thatcher. Par la suite, le SAS fait rapidement face à une forte hausse des candidatures de personnes inspirées par l'opération, ainsi qu'à des demandes d'expertise de gouvernements étrangers.
Ce n'est qu'en 1993 que le 18 Princess Gate, où était logée l'ambassade et qui avait subi des dégâts importants, accueille à nouveau les diplomates iraniens. 

## Contexte

### Motivations des preneurs d'otages

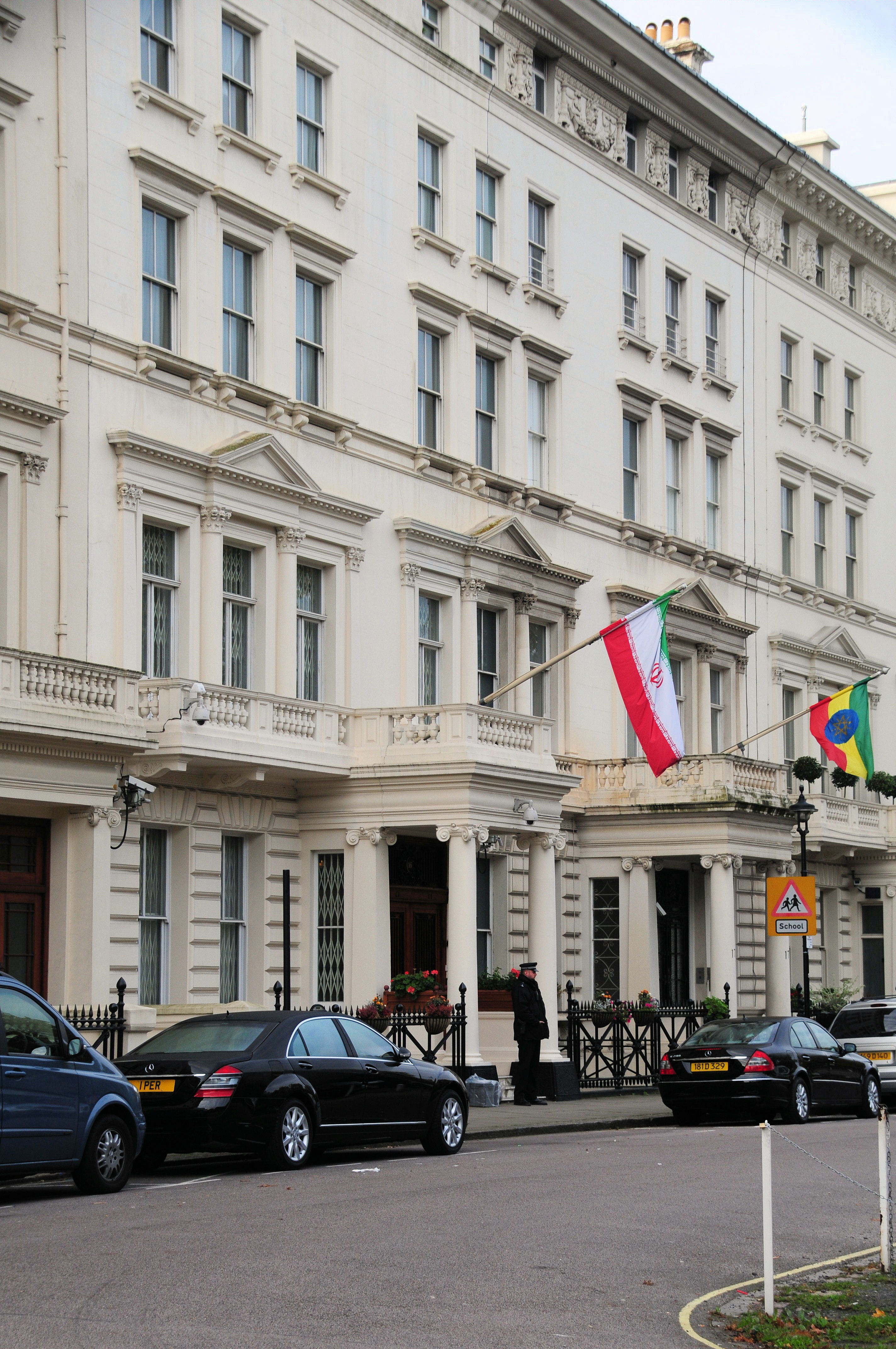
L'entrée de l'ambassade d'Iran en 2008.

Les preneurs d'otages sont membres du Front Démocratique Révolutionnaire pour la Libération de l'Arabistan (FDRLA), un groupe arabo-iranien militant pour l'établissement d'un État arabe autonome au sud de l'Iran, dans la province du Khouzistan, également connue sous le nom d'Arabistan, qui est la région d'origine d'une minorité arabophone du pays. Elle est riche en pétrole et est rapidement devenue la source principale de la richesse de l'Iran grâce à l'implication de plusieurs multinationales durant le règne du Chah. À la suite des événements de la Révolution iranienne, les guérillas marxistes et mouvements fédéralistes se révoltent dans certaines régions, parmi lesquelles le Khouzistan, le Kurdistan ou le Golestan. Les forces rebelles les mieux organisées sont celles du Kurdistan à l'ouest, bien que les Gardiens de la révolution, fraîchement arrivés au pouvoir, soient également confrontés aux minorités arabes, turkmènes et baloutches. Ces mouvements ont commencé en avril 1979, et ont, selon les régions, duré entre quelques mois et plus d'une année.
Selon Oan Ali Mohammed, la fin du mouvement de souveraineté arabe a été l'élément déclencheur de l'attaque de l'ambassade d'Iran à Londres, action inspirée par la crise iranienne des otages durant laquelle des supporteurs de la révolution ont retenu en otages les fonctionnaires de l'ambassade américaine à Téhéran,,.

### L'arrivée à Londres
Utilisant des passeports irakiens, Oan et trois autres membres du FDRLA arrivent à Londres le 31 mars 1980 et louent un appartement à Earls Court. Ils clameront s'être rencontrés au cours du vol. Durant leur séjour ils ont pour habitude de rentrer tard le soir, saouls, et souvent accompagnés de prostituées. En moins d'une semaine le propriétaire de l'appartement leur demande de quitter les lieux. Ils trouvent alors rapidement un autre lieu de vie, affirmant à leur nouveau propriétaire qu'ils déménagent en raison de l'arrivée d'autres hommes désirant vivre avec eux. Dans les jours qui suivent le groupe enfle rapidement, pour atteindre une douzaine de personnes vivant sous le même toit.
Oan a alors vingt-sept ans et est originaire du Khouzistan. Il a étudié à l'université de Téhéran, où il est un militant engagé au point de se faire arrêter par la SAVAK, la police secrète du Chah. Il est alors selon ses dires emprisonné et torturé, raison pour laquelle il présente de nombreuses cicatrices sur le corps. Les autres membres du groupe sont Shakir Abdullah Radhil, connu sous le nom de « Faisal », premier lieutenant d'Oan, qui clame également avoir été torturé par la SAVAK ; Shakir Sultan Said, ou « Hassan » ; Themir Moammed Hussein, appelé « Abbas » ; Fowzi Badavi Nejad, ou « Ali » ; et Makki Hanoun Ali, le plus jeune du groupe, surnommé « Makki »,.
Le 30 avril, les hommes informent leur propriétaire qu'ils vont passer une semaine à Bristol avant de rentrer en Irak, et que c'est la raison pour laquelle ils n'ont plus besoin de l'appartement. Après avoir effectivement envoyé leurs effets personnels à Bagdad, ils quittent le bâtiment à 9h30 BST. Leur destination initiale est inconnue, mais ils récupèrent sur la route de l'ambassade des armes à feu, dont des pistolets et pistolets mitrailleurs, des munitions et des grenades à main. Les armes, en majorité originaires de l'Union soviétique, sont soupçonnées d'avoir été introduites clandestinement sur le territoire à l'aide de valises diplomatiques appartenant à de hauts-responsables irakiens. Peu avant 11h30, donc quasiment deux heures après avoir quitté l'appartement de Lexham Gardens à South Kensington, les six hommes arrivent aux abords de l'ambassade.

### Special Air Service
Le Special Air Service est un régiment des forces spéciales de l'Armée de terre britannique. Il a été créé par le colonel David Stirling en Afrique en 1941, au cours de la Seconde Guerre mondiale. À l'origine son rôle était d'infiltrer les lignes ennemies afin d'attaquer les terrains d'aviation et chaînes de ravitaillement, d'abord en Afrique du Nord puis autour de la mer Méditerranée en enfin dans l'Europe occupée. Stirling établit le principe d'utilisation d'équipes à effectifs réduits, en général pas plus de quatre hommes, pour effectuer des raids, car il s'était rendu compte que de telles équipes s'avéraient être souvent plus efficaces que des unités de cent hommes.
Les gouvernements occidentaux ont rapidement compris la nécessité de créer des unités spéciales antiterroristes après le massacre de Munich. Durant les Jeux olympiques de 1972, un échange de coups de feu entre un groupe de preneurs d'otages et la police ouest-allemande se termina par la mort d'un officier de police et de l'ensemble des otages. Le gouvernement britannique, inquiet du fait que le pays ne serait pas préparé en cas de crise similaire sur son territoire, ordonna la création de la cellule Counter Revolutionary Warfare (CRW, ou guerre contre-révolutionnaire) du SAS, qui devint alors la première unité antiterroriste et antidétournement du Royaume-Uni. Le SAS avait pris part à des opérations de contre-insurrections à l'étranger depuis 1945, ainsi qu'à la formation des gardes du corps de personnalités influentes dont la mort aurait contrarié les intérêts britanniques. C'est la raison pour laquelle elle était considérée comme mieux préparée pour ce rôle que n'importe quelle autre unité de la police ou des forces armées. La première expérience opérationnelle de la cellule CRW fut le détournement du vol Lufthansa 181 vers Mogadiscio en 1977, quand un petit contingent fut envoyé pour assister le GSG 9, unité d'élite de la police ouest-allemande créée à la suite des événements de Munich.

## La prise d’otages

### Premier jour: le 30 avril
Vers 11h30 le mercredi 30 avril, les six membres lourdement armés du FDRLA prennent d'assaut l'ambassade iranienne, située sur Princes Gate, à South Kensington. Ils neutralisent rapidement Trevor Lock, le policier de garde issu du Groupe de Protection diplomatique (GPD) du Metropolitan Police Service. Lock porte dissimulé sur lui un pistolet Smith & Wesson de calibre .38, mais est désarmé avant d'avoir pu dégainer. Il a néanmoins le temps de presser le système d'alarme de sa radio. Ayant tenu à garder son manteau afin de « préserver son image » d'officier de police, il parvient à conserver son arme malgré une fouille. Il refuse également toute la nourriture qu'on lui propose tout au long du siège, de peur que l'arme soit vue s'il devait utiliser les toilettes en étant escorté d'un preneur d'otages.
Bien que la majorité des personnes présentes dans l'ambassade aient été capturées durant l'attaque, trois d'entre elles ont réussi à s'échapper, les deux premières via une fenêtre du rez-de-chaussée, la dernière en marchant sur un parapet du premier étage jusqu'à l'ambassade voisine de l'Éthiopie. Une quatrième personne, Gholam-Ali Afrouz, le chargé d'affaires et par conséquent l'homme présent le plus important, tente également de s'échapper en sautant d'une fenêtre du premier étage, mais finit par se blesser et être capturé rapidement. Lui et les vingt-cinq autres otages sont ensuite tous emmenés dans une salle du second étage. La plupart d'entre eux sont des employés de l'ambassade de nationalité iranienne, mais quelques employés britanniques sont également présents. Les autres otages sont tous des visiteurs, à l'exception de Lock, l'officier de police. Afrouz avait été nommé au poste de chargé d'affaires moins d'un an auparavant, son prédécesseur ayant été déposé à la suite de la Révolution iranienne. Abbas Fallahi, qui était majordome avant la prise de pouvoir par les islamistes, avait reçu d'Afrouz une place de concierge dans l'ambassade. L'un des employés britanniques, Ron Morris, avait enchaîné plusieurs postes au sein de l'institution depuis 1947.
Au cours du siège, la police et des journalistes sont en mesure d'établir les identités de certains autres otages. Mustapha Karkouti est un journaliste ayant couvert la crise à l'ambassade américaine de Téhéran, et se situe alors sur les lieux afin d'interviewer Abdul Fazi Ezzati, l'attaché culturel. Muhammad Hashir Faruqi, un autre journaliste, est là pour converser avec Afrouz en vue d'écrire un article sur les événements de 1979. Sim Harris et Chris Cramer, deux employés de la BBC, sont à l'ambassade dans le but d'obtenir un visa, déjà refusé plusieurs fois, pour visiter l'Iran, espérant couvrir la période suivant la Révolution iranienne et ses conséquences. Enfin sont présents Moutaba Mehrnavard, qui est sur place pour rencontrer Ahmad Dadgar, le conseiller médical de l'ambassade, et Ali Aghar Tabatabal, qui vient récupérer une carte géographique utile pour un cours qu'il est censé donner quelques jours plus tard.
Liste des otages
Les otages dont le sort n'est pas précisé ont été libérés à la suite de l'assaut, indemnes ou légèrement blessés.
| - Gholam-Ali Afrouz, chargé d'affaires de l'ambassade - blessé durant l'assaut - Shirazed Bouroumand, secrétaire de l'ambassade - Chris Cramer, monteur son de la BBC - relâché avant l'assaut - Ahmad Dadgar, conseiller médical - blessé durant l'assaut - Abdul Fazi Ezzati, attaché culturel iranien - Abbas Fallahi, concierge de l'ambassade - Muhammad Hashir Faruqi, éditeur anglo-pakistanais de l'Impact International - Ali Guil Ghanzafar, touriste pakistanais - relâché avant l'assaut - Simeon Harris, enregistreur de son de la BBC - Nooshin Hashemenian, secrétaire de l'ambassade - Roya Kaghachi, secrétaire du Dr Afrouz - Hiyech Sanei Kanji, secrétaire de l'ambassade - relâché avant l'assaut - Mustapha Karkouti, journaliste syrien - relâché avant l'assaut | - Vahid Khabaz, étudiant iranien - Abbas Lavasani, attaché de presse de l'ambassade - tué avant l'assaut - Trevor Lock, policier du Groupe de Protection diplomatique - Moutaba Mehrnavard, vendeur de tapis - Aboutaleb Jishverdi-Moghaddam, attaché iranien - Muhammad Moheb, comptable de l'ambassade - Ronald Morris, manager et chauffeur de l'ambassade - Frieda Mozafarian, attaché de presse - relâchée avant l'assaut - Issa Naghizadeh, premier secrétaire de l'ambassade - Ali Akbar Samadzadeh, employé temporaire de l'ambassade - tué durant l'assaut - Ali Aghar Tabatabal, banquier - Kaujouri Muhammad Taghi, comptable - Zahra Zomorrodian, clerc de l'ambassade |

La police arrive à l'ambassade quasiment immédiatement après les premiers signalements de coups de feu et en moins de dix minutes sept membres du GPD sont sur les lieux. Les policiers tentent d'encercler le bâtiment mais se replient rapidement alors qu'un tireur apparaît à la fenêtre et menace d'ouvrir le feu. Le Deputy Assistant Commissioner John Dellow arrive environ trente minutes plus tard et prend les commandes des opérations. Il établit un quartier général temporaire dans sa voiture avant de le déplacer à la Royal School of Needlework qui se situe un peu plus bas dans la même rue, puis au 24 Princes Gate, où se situe une école d'infirmières. Depuis ces différents postes de commandement, Dellow coordonne les actions de la police, notamment le D11, groupe de tireurs d'élite de la Metropolitan Police, et la mise en place d'équipements de surveillance. Les négociateurs de la police entrent en contact avec Oan via un téléphone fixe passé au travers d'une des fenêtres de l'ambassade. Ils sont assistés d'un psychiatre. À 15h15 Oan émet la première demande du FDRLA, qui consiste en la libération de 91 prisonniers arabes détenus au Khouzistan, et menace de faire sauter l'ambassade avec les otages à l'intérieur si cela n'est pas fait avant le 1er mai,.
Un grand nombre de journalistes arrive presque aussi vite que la police et sont rassemblés dans une zone d'attente à l'ouest de l'entrée de l'ambassade alors que des douzaines de protestataires iraniens s'installent dans la rue, d'où ils ne partiront qu'à la fin de l'opération. Peu de temps après le début du siège, la Cabinet Office Briefing Room, cellule de crise du gouvernement britannique, est réunie. Y siègent des ministres, des hauts fonctionnaires et des experts, notamment issus de la police et des forces armées. Elle est dirigée par William Stephen Whitelaw, Secrétaire d'État à l'Intérieur, alors que Margaret Thatcher est indisponible. Le gouvernement iranien accuse les gouvernements britannique et américain de soutenir l'assaut sur l'ambassade en représailles de la crise des otages de l'ambassade américaine de Téhéran. Étant donné l'absence de coopération de l'Iran, Thatcher, qui est régulièrement tenue au courant de l'évolution de la situation par Whitelaw, décide de faire appliquer la loi britannique sur l'espace où est situé l'ambassade, dont l'inviolabilité est pourtant garantie par la convention de Vienne sur les relations diplomatiques.
À 16h30, les attaquants relâchent une première otage, Frieda Mozaffarian, qui est souffrante depuis le début du siège. Oan avait auparavant demandé qu'un médecin soit envoyé dans le bâtiment pour la soigner, mais la police refusa. Les autres otages font croire à Oan que Mozaffarian est enceinte, ce qui pousse ce dernier à la relâcher après avoir constaté que son état se détériorait.

## Deuxième jour: le1ermai
Les réunions de la cellule de crise se succèdent tout au long de la nuit et jusqu'au jeudi. Pendant ce temps, deux équipes sont détachées depuis le quartier général du SAS à Hereford et arrivent dans la zone d'attente située dans une caserne sur Albany Street. Ces équipes, issues de l'escadron B et complétées avec des spécialistes d'autres escadrons, sont équipées de gaz CS, un gaz lacrymogène, de grenades assourdissantes, d'explosifs, et armés de pistolets Browning GP et pistolets mitrailleurs HK MP5. Le lieutenant-colonel Hugh Michael Rose est à la tête du détachement de vingt-deux SAS et se présente directement à Dellow en arrivant. Vers 3h30, une des équipes de SAS s'introduit dans un bâtiment à côté de l'ambassade qui abrite le Royal College of General Practitioners, où ils sont informés sur le plan d'« action immédiate » de Rose, qui nécessite en premier lieu que l'institution soit prise d'assaut avant qu'un plan plus sophistiqué ne soit mis en place.

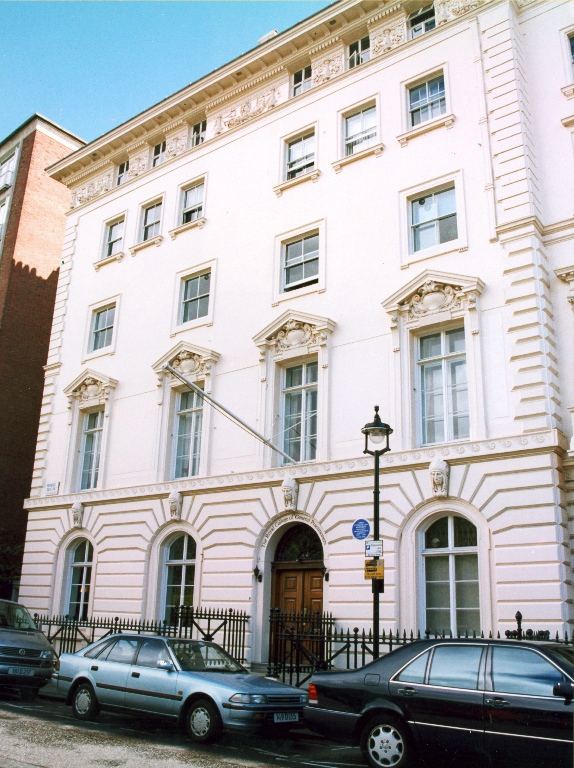
La façade du 14 Princes Gate, où se situe le Royal College of General Practitioners, qui est utilisé comme base par le SAS durant le siège.

Tôt dans la matinée du 1er mai, les terroristes ordonnent à l'un des otages de téléphoner au service des informations de la BBC. Durant l'appel, Oan prend le combiné et parle directement au journaliste de la BBC. Il s'identifie et explique l'origine du groupe de preneurs d'otages et déclare qu'aucun otage non-iranien ne sera blessé, mais refuse de laisser le journaliste parler à l'un des autres otages. Plus tard dans la journée, la police désactive les lignes téléphoniques de l'ambassade, laissant au groupe le téléphone fixe transmis par la fenêtre la veille pour seul moyen de communication avec l'extérieur. Alors que les otages se réveillent, Chris Cramer, monteur son à la BBC, devient sérieusement malade et son collègue, Sim Harris, est emmené jusqu'au téléphone pour négocier la venue d'un docteur. Le négociateur de la police refuse la requête, et demande à la place à Harris de persuader Oan de relâcher Cramer. Les discussions entre les trois individus continuent tout au long de la matinée, jusqu'à ce que Cramer soit relâché, à 11h15. Il est alors directement envoyé à l'hôpital par ambulance, accompagné de policiers chargés de rassembler toutes les informations qu'il pourra leur fournir.
Alors que la date butoir pour la libération des prisonniers arabes du Khouzistan, fixée à midi, approche, la police comprend que les preneurs d'otages n'ont pas la capacité de faire sauter l'ambassade comme ils avaient menacé de le faire, et négocie une nouvelle deadline à 14h. Ils laissent délibérément passer cet horaire, et Oan finit par demander que les médias britanniques diffusent une déclaration du groupe faisant état de leurs exigences, et que les ambassadeurs de trois pays arabes négocient un sauf-conduit pour le groupe hors du Royaume-Uni. Vers 20h, Oan commence à entendre du bruit en provenance de l'ambassade éthiopienne voisine et commence à s'agiter. Ce bruit est dû à l'implantation de systèmes d'écoute, pour lesquels les techniciens de la police font des trous dans le mur, mais lorsqu'il demande au policier Trevor Lock de quoi il s'agit, celui-ci lui répond qu'il s'agit probablement de souris. La cellule de crise décide alors de créer un bruit ambiant pour couvrir ceux provoqué par le travail des techniciens, et ordonne à British Gas, entreprise de distribution de gaz, de faire un forage dans une des rues adjacentes, supposément pour réparer une tuyauterie en mauvais état. Néanmoins cela agite les preneurs d'otages de plus belle, et les autorités décident de faire stopper le forage. Elles demandent à la place à la British airports authority, qui gère l'aéroport de Londres Heathrow, de donner pour instructions aux avions en approche de voler au-dessus de l'ambassade à basse altitude.

## Troisième jour: le 2 mai
À 9h30 le 2 mai, Oan apparaît à l'une des fenêtres du premier étage de l'ambassade pour demander un accès au système Télex, que la police a désactivé en même temps que les lignes téléphoniques, et menace de tuer Fazi Ezzati, l'attaché culturel, si on ne répond pas favorablement à sa requête. La police refuse et Oan pousse Ezzati, qu'il tenait sous la menace de son arme à la fenêtre, au travers de la pièce, avant de demander à parler à quelqu'un de la BBC qui connait Sim Harris. La police, rassurée d'avoir une demande à laquelle elle peut donner son accord, envoie Tony Crabb, directeur général de BBC Television News et patron d'Harris. Oan crie alors sa demande de sauf-conduit hors du Royaume-Uni négociée par trois ambassadeurs arabes à Crabb depuis la fenêtre du premier étage, et lui donne pour instruction de diffuser sur les réseaux de la BBC une déclaration des preneurs d'otages détaillant leurs demandes. Le Bureau des Affaires étrangères et du Commonwealth approche de manière informelle les ambassades d'Algérie, Jordanie, Koweït, Liban, Syrie et Qatar pour leur demander si les ambassadeurs accepteraient de parler aux preneurs d'otages. L'ambassadeur jordanien refuse immédiatement, les cinq autres demandent à pouvoir consulter d'abord leur gouvernement. La BBC diffuse la déclaration le soir-même, mais dans une forme qui ne satisfait pas Oan, qui la considère tronquée et incorrecte,.
Pendant ce temps la police localise le responsable de l'entretien de l'ambassade et le fait envoyer au quartier général pour briefer le SAS et les chefs de la police. Il les informe que la porte d'entrée de l'ambassade a été récemment renforcée avec une porte de sécurité en acier, et que les fenêtres du rez-de-chaussée et du premier étage sont constituées de verre anti-balles. C'est le résultat des recommandations faites par le SAS après que celui-ci a fait une évaluation du système de sécurité du bâtiment quelques années plus tôt. Les plans visant à entrer dans l'ambassade en enfonçant la porte et les fenêtres à l'aide de béliers sont alors rapidement abandonnés, et d'autres pistes sont alors envisagées.

## Quatrième jour: le 3 mai
Oan, énervé par la diffusion incorrecte de ses revendications par la BBC la veille au soir, contacte les négociateurs de la police peu après 6h et accuse les autorités de tenter de le duper. Il demande à parler à un ambassadeur arabe, mais le négociateur à qui il s'adresse lui affirme que le Foreign Office est toujours en pourparlers avec les ambassades arabes de la ville. Se rendant compte de la tactique du négociateur qui vise essentiellement à gagner du temps, Oan lui dit que les otages britanniques seront les derniers à être libérés, à cause de la tromperie organisée par les autorités. Il ajoute qu'un otage sera exécuté si Tony Crabb n'est pas renvoyé à l'ambassade. Celui-ci n'arrive pas à l'ambassade avant 15h30, soit presque 10h après que sa venue a été demandée, ce qui joue à augmenter autant la frustration d'Oan que celle de Sim Harris. Oan relaie alors une autre déclaration à Crabb par le biais de Mustapha Karkouti, un journaliste alors otage de l'ambassade. La police garantie que la déclaration sera diffusée sur le prochain bulletin d'informations de la BBC, en l'échange de la libération de deux otages. Les otages se mettent d'accord entre eux pour faire libérer Hiyech Kanji et Ali-Guil Ghanzafar, le choix étant apparemment tombé sur ce dernier pour la seule raison que ses ronflements nocturnes étaient insupportables pour les autres otages,.
Plus tard dans la soirée, vers 23h, une équipe du SAS part en reconnaissance sur le toit de l'ambassade. Ils découvrent une lucarne qu'ils arrivent à déverrouiller, en en faisant donc un point d'accès potentiel au cas où ils devraient plus tard prendre l'ambassade d'assaut. Ils attachent également des cordes aux cheminées pour permettre aux soldats d'y descendre en rappel et d'avoir accès aux fenêtres si nécessaire.

## Cinquième jour: le 4 mai
Durant la journée, le Foreign Office mène plusieurs discussions avec les diplomates des pays arabes dans l'espoir de les persuader d'aller à l'ambassade pour parler aux preneurs d'otages. Néanmoins les discussions, menées par Douglas Hurd, mènent à l'impasse. Les diplomates insistent sur le fait qu'ils doivent être en mesure d'offrir un sauf-conduit hors du Royaume-Uni aux terroristes, affirmant que c'est le seul moyen de garantir un dénouement pacifique, mais le gouvernement britannique reste inflexible sur l'idée que le sauf-conduit ne sera considéré sous aucune circonstance. Karkhouti, au travers duquel Oan a envoyé ses demandes revues la veille, devient très malade au cours de la journée et atteint d'une forte fièvre à la nuit tombée, ce qui mène à penser que la police a empoisonné la nourriture envoyée à l'ambassade. John Dellow, le commandant de l'opération de police, l'aurait apparemment envisagé et même consulté un médecin à ce propos, mais se serait ravisé en jugeant l'idée impraticable.
Les membres du SAS impliqués dans l'opération, dont le brigadier Peter de la Billière, directeur des forces spéciales, le lieutenant-colonel Hugh Michael Rose, commandant du 22e SAS et le major Hector Gullan, commandant l'équipe d'intervention, passèrent leur journée à peaufiner leurs plans d'assaut.

## Sixième jour: le 5 mai
Oan réveille Lock à l'aube, le convaincant qu'un intrus s'est introduit dans l'ambassade. Lock est envoyé pour enquêter, mais ne trouve personne. Plus tard dans la matinée, Oan l'appelle pour examiner une bosse sur le mur séparant l'ambassade iranienne de l'ambassade éthiopienne, située au numéro suivant. La bosse est, en fait, due au retrait de briques du mur afin de permettre aux équipes de police d'y placer des dispositifs d'écoute, ce qui l'a fragilisé. Bien que Lock lui assure que la police n'a pas pour intention de prendre le bâtiment d'assaut, Oan reste convaincu que les autorités sont sur le point d'agir, et décide de déplacer tous les otages masculins depuis la salle où ils avaient passé les quatre derniers jours à une autre, plus proche du hall. La tension monte tout au long de la matinée et, à 13h, Oan dit à la police qu'il tuera un otage si l'on ne lui donne pas l'occasion de parler à un ambassadeur arabe dans les 45 minutes. À 13h40, Lock informe les négociateurs que les terroristes ont emmené Abbas Lavasani, l'attaché de presse de l'ambassade, en bas et qu'ils se préparent à l'exécuter. Lavasani, qui croit profondément en la Révolution iranienne, avait provoqué de manière répétée ses ravisseurs durant le siège. Selon Lock, Lavasani aurait affirmé que « s'ils devaient exécuter un otage, il voulait que ce soit lui ». À exactement 13h45, soit 45 minutes après la demande d'Oan de parler à l'ambassadeur, trois coups de feu retentissent à l'intérieur de l'ambassade.
Le Secrétaire d'État à l'Intérieur Willie Whitelaw, qui dirige le COBRA depuis le début du siège, est alors rapidement rapatrié à Whitehall depuis une réception où il se trouvait à Slough, situé à environ 30 kilomètres, et arrive sur place 19 minutes après les coups de feu. Il est informé sur le plan du SAS mis en place par de la Billière, qui lui affirme que jusqu'à 40 % des otages pourraient être tués dans l'assaut. Après délibérations, Whitelaw ordonne au SAS de se préparer à lancer l'assaut dans un bref délai, ordre qui est reçu par Mike Rose à 15 h 50. À 17 h, le SAS est en position. Les négociateurs de la police font intervenir un imam d'une mosquée locale à 18h20, craignant qu'un point de crise ait été franchi, et lui demandent de parler aux preneurs d'otages. Trois nouveaux coups de feu sont tirés alors que l'imam parle avec Oan. Celui-ci annonce qu'un autre otage a été exécuté, et que les suivants le seront dans les trente minutes, à moins qu'on ne réponde favorablement à ses demandes. Quelques minutes plus tard, le corps de Lavasani est jeté dehors par la porte d'entrée principale. Après un examen préliminaire, mené sur les lieux, un médecin légiste estime que Lavasani est déjà mort depuis au moins une heure lorsque la police récupère son corps, ce qui laisse à penser qu'il n'a pas pu être la cible des trois coups de feu les plus récents. La police part alors du principe que deux autres otages pourraient avoir été exécutés. En fait, il n'en est rien.
Après la récupération du corps de Lavasani, David McNee, chef de la Metropolitan Police, contacte le Secrétaire d'État à l'Intérieur pour lui demander d'approuver sa prise de contrôle de l'opération à la place de l'armée, s'appuyant sur le Military Aid to the Civil Authorities. Whitelaw relaie la requête à Thatcher, que le Premier ministre accepte immédiatement. John Dellow, le chef de la police sur place, qui a pris le contrôle des opérations à 19h07 à la place de Mike Rose, l'autorise à lancer l'assaut dans la plus grande discrétion. Pendant ce temps, les négociateurs de la police tentent d'occuper Oan le plus longtemps possible. Ils offrent des concessions dans le but de le distraire et de l'empêcher de tuer plus d'otages, permettant au SAS de gagner du temps pour ses préparatifs finaux en vue de l'assaut, désormais inévitable.

## L'assaut
Les deux équipes du SAS sur place (les équipes rouge et bleue) reçoivent l'ordre de commencer leur attaque de manière simultanée, sous le nom de code opération Nimrod, à 19h23. Un groupe de quatre hommes de l'équipe rouge descend en rappel depuis le toit jusqu'à l'arrière de l'ambassade, pendant qu'un autre groupe de quatre envoie une grenade assourdissante par une lucarne. Sa détonation est censée coïncider avec celle des explosifs placés sur les fenêtres du second étage pour permettre l'entrée de l'équipe descendue en rappel. Pourtant leur descente ne se passe pas comme prévu, le sergent-chef menant le groupe s'étant pris dans sa corde. Alors qu'il essaye de lui venir en aide, l'un des soldats tape accidentellement sur une fenêtre avec son pied. Le bruit de verre cassé alerte Oan, alors au premier étage en train de parler avec les négociateurs de la police, qui se rend immédiatement sur place. Les soldats n'ont plus alors la possibilité d'utiliser les explosifs puisqu'ils pourraient toucher le sergent-chef, mais arrangent leur entrée dans le bâtiment en cassant les fenêtres à la main,.
Après l'entrée des trois premiers soldats, un feu se déclare et atteint via les rideaux la fenêtre du second étage près de laquelle se trouve le sergent-chef, qui sera sévèrement brûlé. Une seconde vague de soldats descendant en rappel le libère de sa corde, ce qui le fait tomber sur le balcon d'en dessous sans qu'il puisse entrer dans le bâtiment pour soutenir ses hommes. Peu après l'action de l'équipe rouge l'équipe bleue déclenche, avec succès cette fois, des explosifs au premier étage, forçant Sim Harris, qui venait d'accourir dans la pièce, à se mettre à couvert. La majeure partie de l'opération sur la façade de l'ambassade s'est faite sous les yeux et les caméras de tous les journalistes rassemblés dans la rue, et a été diffusée en direct à la télévision. C'est par ce biais que la fuite d'Harris par le balcon est devenue relativement célèbre. Alors que les soldats émergent au niveau du premier étage, Lock plaque Oan au sol pour l'empêcher d'attaquer les hommes du SAS. Oan, toujours armé, est alors abattu par l'un des soldats. Pendant ce temps, d'autres équipes entrent dans l'ambassade via la porte de derrière et prennent le contrôle du premier étage et du sous-sol. Elles commencent à évacuer les otages, les envoyant à la porte de derrière par les escaliers. Deux des terroristes se cachent alors parmi eux. L'un d'eux est identifié lorsqu'il s'apprête à dégoupiller une grenade. L'un des soldats, ne pouvant lui tirer dessus par peur de toucher l'un des otages, le pousse alors au bas des escaliers, permettant à deux autres soldats de l'abattre avant qu'il ne fasse de victimes,.
Le raid dure au total 17 minutes et implique de 30 à 35 soldats. Les terroristes auront eu le temps de tuer un otage et d'en blesser gravement deux autres. Un seul terroriste survivra à l'attaque. Les otages secourus et le terroriste survivant, toujours caché parmi eux, sont emmenés dans le jardin de l'ambassade et maintenus au sol en attendant d'être identifiés. Sim Harris reconnaît alors le dernier terroriste, qui est immédiatement emmené par le SAS,.

## Conséquences

Le ruban de la Médaille de George, décernée au policier Trevor Lock.

Après la fin du siège, le policier Trevor Lock est largement considéré comme un héros. Il est décoré de la Médaille de George, deuxième plus haute distinction civile du Royaume-Uni, pour sa conduite durant le siège et pour avoir attaqué Oan au cours de l'attaque du SAS (qui sera le seul moment où il dégainera son arme de fonction). Lui sont également remises les clés de la ville de Londres, et il est cité dans une motion à la Chambre des communes du Royaume-Uni,,. L'historien de la police Michael J. Waldren, en se référant à la série télévisée Dixon of Dock Green, suggère que la retenue de Lock à utiliser son arme est un « exemple concret du pouvoir de l'image de Dixon », alors que Maurice Punch note le contraste entre les actions de Lock et les tactiques hautement agressives du SAS. Le sergent Tommy Palmer reçoit la Médaille de la bravoure de la Reine pour son action durant l'assaut, au cours duquel il a abattu l'un des terroristes qui s'apprêtait à lancer une grenade au milieu des otages. Après l'opération, le sergent-chef qui s'était empêtré dans sa corde est envoyé au St Stephen's Hospital de Fulham. Il souffre alors de sérieuses brûlures aux jambes, mais ne gardera pas de séquelles.
Le gouvernement iranien commente avec enthousiasme la fin du siège, déclarant que les deux otages tués sont morts en martyrs de la Révolution iranienne. Il remercie également le gouvernement britannique pour « l'action persévérante de [ses] forces de police durant l'injuste prise d'otages à l'ambassade ».
Après la fin de l'assaut, la police mène une enquête sur le siège et la mort des deux otages et cinq terroristes, incluant les actions du SAS. Les armes des soldats sont récupérées pour examen, et, le jour suivant, les soldats eux-mêmes sont interrogés par la police, à la base de Hereford. Une controverse nait de la mort de deux terroristes dans la salle télex, où les otages masculins étaient retenus. Ceux-ci déclarent plus tard à la télévision qu'ils avaient persuadés leurs ravisseurs de se rendre, et des images de l'assaut filmé par les journalistes laissent fortement supposer que ceux-ci auraient jeté leurs armes par la fenêtre avant d'arborer un drapeau blanc. Les deux soldats du SAS qui les tuèrent déclarent lors de l'enquête qu'ils les ont abattus car ils les soupçonnaient de chercher à atteindre leurs armes à feu. Le jury finit par statuer que les actions des deux soldats étaient des homicides justifiables.
Fowzi Nejad est le seul preneur d'otages à survivre à l'assaut du SAS. Après avoir été identifié, il est emmené par un homme du SAS qui tente supposément de le ramener dans le bâtiment pour l'exécuter. Le soldat semble ensuite avoir changé d'avis, quand on lui rapporte que l'ensemble du raid a été filmé par les chaînes de télévision. Il est plus tard rapporté qu'une séquence vidéo a été tournée à l'arrière de l'ambassade, grâce à une caméra sans fil placé à la fenêtre d'un appartement avec vue sur l'ambassade. Celle-ci avait été installée par des techniciens d'ITN, qui s'étaient fait passer pour des résidents afin de passer le cordon de police, mis en place dès le début du siège. Nejad est arrêté, jugé, et condamné à la prison à perpétuité pour son rôle dans l'attaque,. Il ne sera éligible à la libération conditionnelle qu'à partir de 2005. En tant que ressortissant étranger, il aurait théoriquement dû être immédiatement envoyé dans son pays d'origine. Néanmoins, l'article 3 de la Convention européenne des droits de l'homme, incorporée à la loi britannique via le Human Rights Act 1998, interdit la déportation de toute personne susceptible d'être torturée ou exécutée dans son pays d'origine,,. Nejad est libéré sur parole en 2008 et autorisé à rester sur le territoire britannique, même si sa demande d'asile lui est refusée,. Le Home Office déclare à son propos : « Nous n'octroyons pas le statut de réfugié à des terroristes condamnés. Notre but est de déporter les personnes aussi rapidement que possible mais la loi nécessite d'abord d'obtenir l'assurance que les personnes incriminées ne feront pas face à une mort certaine à leur retour ». Après vingt-sept années de prison, Nejad est considéré comme n'étant plus une menace pour la société, bien que Trevor Lock ait écrit au Home Office pour s'opposer à sa libération.

## Conséquences à long terme
Le raid du SAS, dont le nom de code est Opération Nimrod, est diffusé à une heure de grande écoute durant un jour férié, le lundi soir, et est vu par plusieurs millions de personnes, majoritairement situées en Grande-Bretagne, en faisant un moment significatif de l'histoire britannique,. La BBC et ITV interrompent leurs programmes pour diffuser la fin du siège, qui s'avère être un tournant majeur pour la carrière de nombreux journalistes. Kate Adie, la journaliste de la BBC assignée à l'ambassade lorsque l'assaut du SAS démarre, devient reporter de guerre sur plusieurs théâtres d'opérations tout autour du globe avant d'atteindre le poste de chef du département des correspondants à BBC News. David Goldsmith et son équipe, qui ont mis en place les caméras cachées à l'arrière de l'ambassade, reçoivent un BAFTA pour leur couverture de l'événement. Le succès de l'opération, combiné à sa large couverture par les médias, invoque un sens de fierté nationale comparable au 8 mai 1945, jour de la capitulation allemande et fin de la Seconde Guerre mondiale en Europe. L'opération est déclarée « succès quasiment inégalé ». Thatcher affirme qu'elle est félicitée pour cela où qu'elle aille dans les jours suivants la fin de la prise d'otages, et reçoit de nombreux messages de soutien et de félicitations d'autres chefs d'État. Cependant, l'incident refroidit encore davantage les relations entre le Royaume-Uni et l'Iran, déjà tendues à la suite de la Révolution iranienne. Le gouvernement iranien déclare que le siège de l'ambassade a été organisé par les gouvernements britannique et américain, et que les otages exécutés sont des martyrs de la Révolution,.
L'opération Nimrod mène le SAS, un régiment alors très peu connu du fait du côté obscur voire clandestin de ses opérations, sur le devant de la scène et à la reconnaissance nationale,. Le régiment reçoit mal cette nouvelle popularité, ayant jusque-là profité de son anonymat. Cependant, l'opération assoit sa légitimité, lui qui avait été menacé de dissolution, les ressources lui étant attribuées étant considérées comme dépensées inutilement par certains membres de l'administration. Le SAS est rapidement submergé par les candidatures. Les membres du 22e SAS, le seul groupe régulier du régiment, est ouvert exclusivement aux soldats servant déjà dans l'armée britannique, mais deux autres groupes, le 21e et le 23e sont aussi ouverts aux volontaires de la Territorial Army. En recevant ces nouvelles centaines de candidatures, Peter de la Billière déclare que « les candidats semblent convaincus qu'ils porteront un casque balaclava et un pistolet-mitrailleur Heckler & Koch en toute circonstance, et qu'ils pourront à tout moment être appelés à mener une opération du même style que le siège de l'ambassade de manière régulière ». Les trois unités sont forcées d'introduire de nouveaux tests physiques durant le processus de candidature. Le SAS fait également l'expérience d'une forte croissance de demandes d'expertise d'entraînement des forces spéciales depuis les pays alliés ou de ceux dont l'effondrement serait considéré comme contraire aux intérêts britanniques,.
La réponse du gouvernement britannique à la crise, et l'utilisation avec succès de la force pour y mettre fin, renforcent le Parti conservateur ainsi que la crédibilité personnelle de Thatcher. McNee pense que la conclusion du siège amplifie grandement le soutien à la politique du gouvernement consistant à refuser d'accéder à toute demande faite par des terroristes : « nulle part ailleurs l'efficience de ce type de réponse au terrorisme n'a été aussi bien démontrée ».
Le bâtiment de l'ambassade est sévèrement endommagé par le feu. Il faudra attendre plus de dix ans avant que les gouvernements britannique et iranien trouvent un accord à son sujet, qui stipule que le gouvernement britannique paye les réparations de l'ambassade iranienne à Londres, et que le gouvernement iranien paye pour celles de l'ambassade britannique à Téhéran, qui avait été endommagée durant la Révolution iranienne. Les diplomates iraniens retournent travailler au 16 Princes Gate à partir de décembre 1993.
Le FDRLA est ébranlé par ses liens avec le gouvernement irakien après qu'il est révélé que le pays avait sponsorisé l'entraînement et l'équipement des preneurs d'otages. La guerre Iran-Irak démarre cinq mois après la fin du siège et dure huit années. La campagne pour l'autonomie du Khouzistan est largement oubliée durant le conflit, comme l'est d'ailleurs le FDRLA.

### Filmographie
- Commando (1982)
- 6 Days (2017)